# Лутон
Лутон (енгл. Luton) је град у Уједињеном Краљевству у Енглеској. Према процени из 2007. у граду је живело 197.492 становника.

## Становништво
Према процени, у граду је 2008. живело 197.492 становника.
| 1981.   | 1991.   | 2001.   |
| ------- | ------- | ------- |
| 163.209 | 171.671 | 185.543 |

## Партнерски градови
- Бергиш Гладбах
- Волфсбург
- Бургоан Жалије
- Ешилструна
- Eskilstuna Municipality
- Enköping Municipality